# Yadier Pedroso
Yadier Pedroso González (Guanajay, 9 de junio de 1986 - Artemisa, 16 de marzo de 2013), fue un lanzador diestro para el equipo nacional de béisbol de Cuba y de La Serie nacional de Cuba. Pedroso era parte del equipo cubano en el 2006 y el 2013 del Clásico Mundial de Béisbol.
Pedroso, entonces de 19 años, se fue 8-5 con una efectividad de 3,58 en La Habana durante la Serie Nacional Cubana 2005-06, como parte de un equipo fuerte con otros dos miembros de la selección nacional, Jonder Martínez y Yulieski González. Murió en un accidente de tráfico a los 26 años.